# Chris Killip
Chris Killip (* 11. Juli 1946 in Douglas, Isle of Man; † 13. Oktober 2020 in Cambridge (USA)) war ein britischer Fotograf. Er war seit 1994 Professor für Visual and Environmental Studies an der Harvard University in Cambridge (Massachusetts), USA.

## Werk
Seine Fotos sind dokumentarisch und thematisieren oft die Würde arbeitender Menschen in der Not. Wanderarbeiter können in seinen Fotos wie in einer epischen Schönheit erscheinen. Seine Arbeit wurde mit den Fotografen der Farm Security Administration (vor allem Dorothea Lange), mit Henri Cartier-Bresson, August Sander und Paul Strand sowie Bill Brandt verglichen. Er dokumentiert angespannte Augenblick in der unmittelbaren Nachkriegsgeschichte Großbritanniens, in der der wirtschaftliche Zusammenbruch sich auf die nationale Moral ausgewirkt hat. Das Thema von Killips Arbeit ist oft Ausdauer, und seine Vision speist sich aus einer Reihe von heroischen Motiven (wie etwa die Quadriga oder der säende Bauer).
Killip selber betrachtet die Fotografie als eine Art Literatur: „Ich habe kein wirkliches Interesse an der Fotografie. Das Interesse liegt darin, was man den Menschen zeigen kann, was man enthüllen kann. Wenn es morgen keine Kameras oder Filme mehr gäbe, würde ich immer noch einen Weg finden, zu den Menschen zurückzukehren, die mich interessieren, und ich würde schreiben, wahrscheinlich versuchen, viel besser zu zeichnen, als ich es jetzt tue, aber ich würde einen Weg finden.“
Er solidarisierte sich mit den Arbeitern und Verlierern im englischen Postindustrialisierungsprozess der 1980er Jahre. Er konzentrierte sich auf soziale Spannungen und das Schicksal einer Gesellschaftsgruppe, die von Großkonzernen als verzichtbar galt. Erst dann seien Fotos wertvoll, so sagte er in einem Interview des Jahres 1991, wenn er sich bei der Arbeit unwohl fühle oder gar Unbehagen an der Fotografie habe.

## Ausstellungen

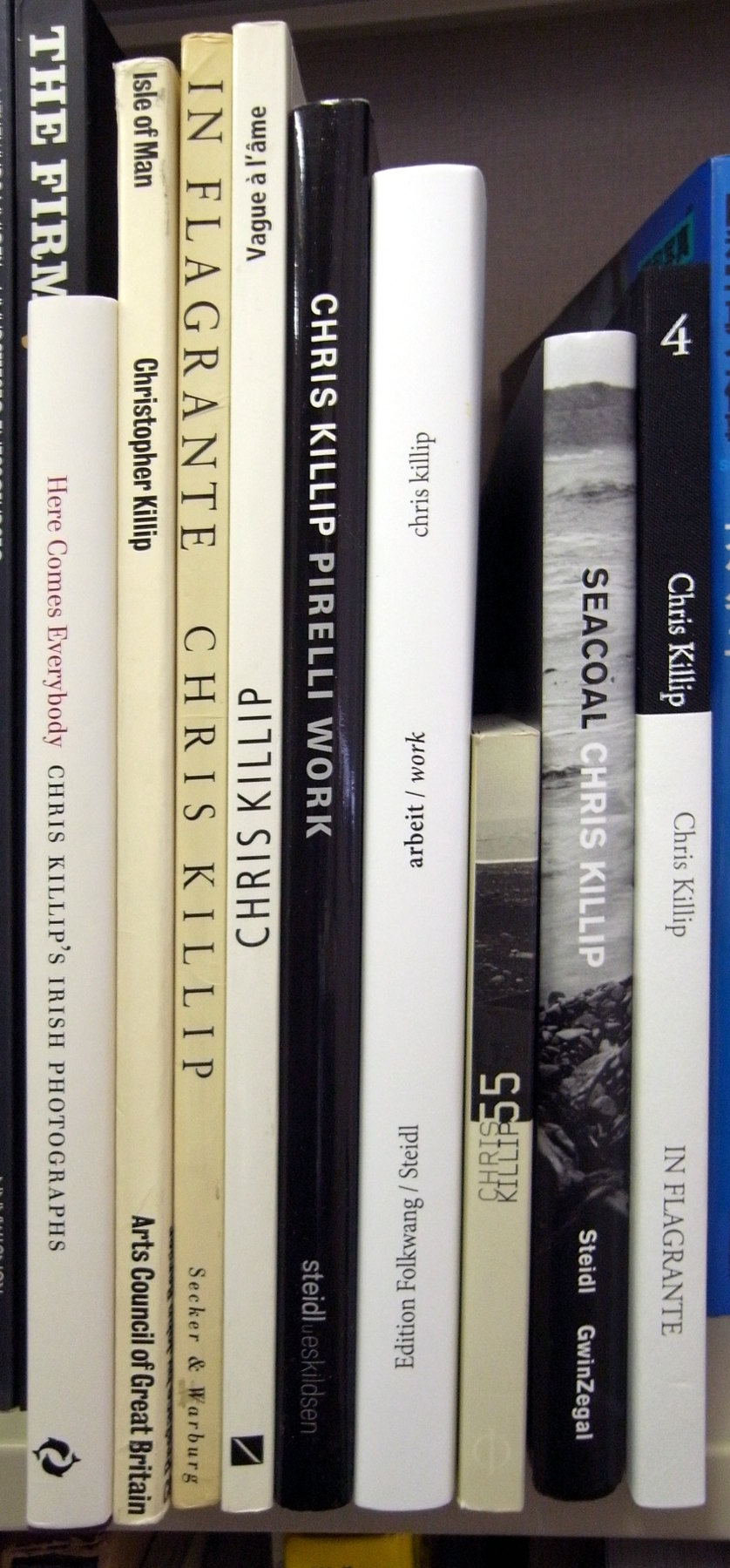
Fotobücher von Chris Killip

- Chris Killip – Work. Museum Folkwang, Essen.[4]

## Veröffentlichungen (Auswahl)
- The Isle of Man. Witkin Gallery, New York 1973. Portfolio.
- Chris Killip Photographs 1975–1976 in the North East. In: Creative Camera, May 1977.
- Isle of Man: A Book about the Manx. Arts Council of Great Britain, London 1980. (Distributed by Zwemmer.) ISBN 0-7287-0187-1 (hardback); ISBN 0-7287-0186-3 (paperback). Mit Texten von Killip und John Berger
- In Flagrante. Secker & Warburg, London 1988, ISBN 0-436-23358-4 (hardback); ISBN 0-436-23356-8 (paperback). Text John Berger und Sylvia Grant.
  - Vague à l’âme. Nathan, Paris 1988. Text in Französisch.
- Chris Killip 55. Phaidon, London 2001, ISBN 0-7148-4028-9. Text von Gerry Badger.
- Pirelli Work. Steidl, Göttingen 2007, ISBN 3-86521-317-0.
- Chris Killip: In Flagrante. Books on Books 4. Errata Editions, 2009, ISBN 978-1-935004-06-6. Reduced-size facsimile of the book of 1988.
- Here Comes Everybody: Chris Killip’s Irish Photographs. Thames & Hudson, London 2009, ISBN 978-0-500-54365-8.
- Seacoal. Steidl, Göttingen 2011, ISBN 3-86930-256-9.
- Arbeit / Work. Essen: Museum Folkwang. Steidl, Göttingen 2012, ISBN 978-3-86930-457-1. Text in Deutsch und Englisch.

## Auszeichnungen
- 2020: Dr.-Erich-Salomon-Preis (zu Lebzeiten zuerkannt, postum verliehen)[5]